# Paál Gusztáv
Paál Gusztáv (Szászörményes, 1877. október 23. – Marosvásárhely, 1956. szeptember 1.) közíró, szerkesztő.

## Életútja
Tanulmányait a Ferenc József Tudományegyetemen végezte (1900). A marosvásárhelyi Református Kollégium tanára, majd igazgatója. A kollégium új épületének ünnepélyes felavatása alkalmából szerepe volt abban, hogy tanárelődjét, Bolyai Farkast és fiát, Bolyai Jánost exhumálták és közös sírba helyezték (1910), majd a sírokból való ereklyetárgyakkal megajándékozta a két Bolyairól írt Szarvasbika című regény szerzőjét, a városban nagy rokonszenvvel fogadott Tabéry Gézát (1928).
Szerkesztette a Vasárnap című egyháztársadalmi hetilapot, s a Református Kollégium nyomdájában kinyomatta Egyháztársadalmi életünk szervezetéről és szervezéséről (Marosvásárhely 1904) című értekezését. 1909-től a Kemény Zsigmond Társaság tevékeny tagja, 1945–48 között választmányi tagja; előadását Stephan Ludwig Rothról, az 1848–49-es politikai konfliktusok tragikus áldozatáról a Kemény Zsigmond Társaság adta ki (1930). Osvát Kálmán elismerése szerint „mindig vállalta a meg nem hamisított humánum jegyében való progressziót”.